# La Gonfrière
La Gonfrière település Franciaországban, Orne megyében. Lakosainak száma 274 fő (2022. január 1.). La Gonfrière La Ferté-en-Ouche és Saint-Evroult-Notre-Dame-du-Bois községekkel határos.

## Népesség
A település népességének változása:
| Lakosok száma | 300  | 310  | 315  | 302  | 292  | 282  | 278  | 275  | 274  |
|               | 2013 | 2015 | 2016 | 2017 | 2018 | 2019 | 2020 | 2021 | 2022 |